# Kenninghall
Kenninghall is een civil parish in het bestuurlijke gebied Breckland, in het Engelse graafschap Norfolk met 941 inwoners.